# Svein Thøgersen

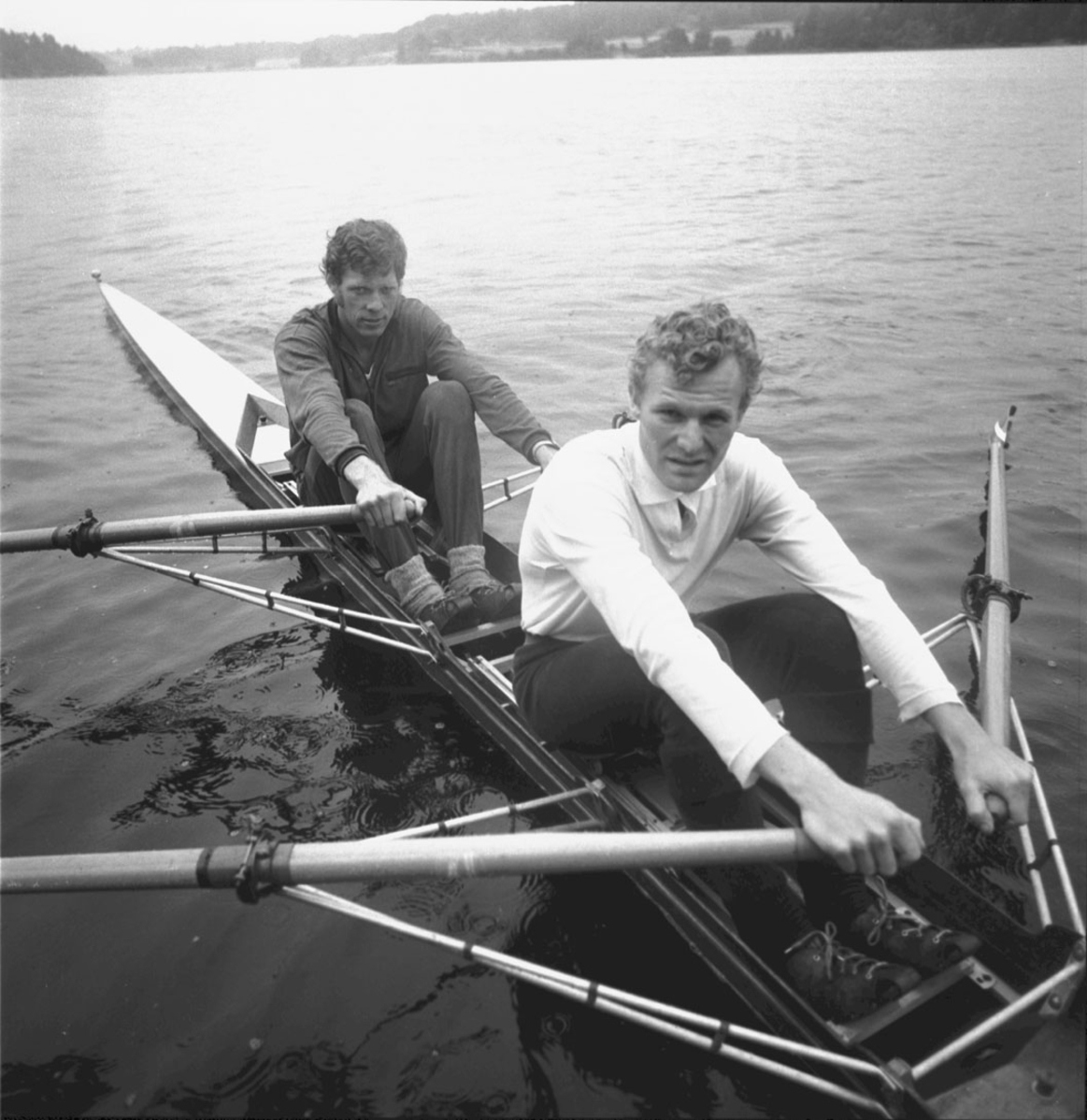
Svein Thøgersen (hinten) und Frank Hansen 1971

Svein Thorleif Thøgersen (* 23. Juni 1946 in Sarpsborg) ist ein ehemaliger norwegischer Ruderer.

## Sportliche Karriere
Svein Thøgersen und Frank Hansen belegten bei den Europameisterschaften 1971 in Kopenhagen mit 0,38 Sekunden Rückstand den zweiten Platz im Doppelzweier hinter Joachim Böhmer und Hans-Ulrich Schmied.
Im Jahr darauf siegten bei den Olympischen Spielen 1972 in München Alexander Timoschinin und Gennadi Korschikow aus der Sowjetunion mit 0,81 Sekunden Vorsprung vor den beiden Norwegern, dahinter erhielten Böhmer und Schmied die Bronzemedaille.
Bei den Europameisterschaften 1973 erreichten Hansen und Thøgersen nicht das A-Finale, zum B-Finale traten sie nicht an. Ab 1974 ruderte Frank Hansen mit seinem Bruder Alf Hansen, während Thøgersen nicht mehr in Erscheinung trat.